# Marc Møller
Marc Møller (født 7. juli 1986) er en tidligere Dansk fodbold forsvarsspiller der senest spillede for FC Midtjylland. Marc havde fået sin fodboldopdragelse i Ikast FS, hvor han senere rykkede op i FC Midtjylands A-trup. Han fik debut for FC Midtjylland i superligaen den 7. august 2005. i 2006 skiftede til Holstebro. Her fik han en halv sæson også gik turen til Sjælland og Lyngby Boldklub, hvor han spillede i 4 og et halvt år. i Juli 2011 kunne han så igen komme til FC Midtjylland.
I en alder af blot 25, meddelte Marc, at han ville lægge støvler på hylden grundet en alvorlig skade. Han forklarede dermed også følgende: “Jeg er selvfølgelig trist over beslutningen. Det er en svær beslutning. Jeg har spillet fodbold, siden jeg var fem år, og det har altid været det, jeg vidste, jeg ville lave, så er det klart, det er svært at tage en beslutning om, at jeg ikke skal det mere.” 